# رسوب‌زدایی
رسوب‌زدایی (به انگلیسی: Descaling) به فرایندهای مکانیکی و شیمیایی جداکردن رسوب‌ها، اکسیدها و مواد خارجی از سطح قطعات گفته می‌شود.رسوب، محصول اکسیداسیونی است که در هنگام نورد گرم اتفاق می افتد. اکسیداسیون و تشکیل رسوب روی سطح فولاد، یک پدیده اجتناب ناپذیر در طول فرآیند نورد گرم است که شامل گرم کردن مجدد فولاد در کوره گرمایش مجدد، نورد گرم چند پاسی و خنک کننده هوا در زمان های تاخیر بین گذر و پس از نورد می‌شود. رسوبی که در طی گرمایش فولاد تا دمای نورد در کوره گرمایش مجدد ایجاد می‌شود، به عنوان رسوب اولیه شناخته می‌شود. این رسوب اولیه قبل از نورد گرم برداشته می‌شود. معمولاً برای تولید محصولات فولادی با کیفیت سطح بالا و برای افزایش خاصیت مقاومت در برابر سایش انجام می‌شود. با این حال، رسوب ثانویه بر روی سطح فولاد رسوب‌زدایی شده در طول زمان تأخیر بین گذر در کارخانه‌های نورد خشن و میانی به شکل گیری ادامه می‌دهد. رنگ رسوب اولیه به طور کلی سیاه مایل به آبی است در حالی که رنگ رسوب ثانویه آبی است. رسوب ثانویه به فولاد ظاهری شبیه به پوشش لاکی می‌دهد و اغلب با یک پرایمر رنگ آبی اشتباه گرفته می‌شود.
رسوب اولیه از سه لایه اکسید آهن تشکیل می‌شود. در مجاورت فولاد صخیم‌ترین  لایه متشکل از ووستیت (Wustite) با ترکیب FeO قرار دارد. لایه میانی از مگنتیت (magnetite) (Fe3O4) تشکیل شده است در حالی که خارجی ترین لایه هماتیت (Hematite) (Fe2O3) است. ضخامت این لایه‌ها به عوامل متعددی مرتبط با نورد فولاد و در دسترس بودن اکسیژن در سطح فولاد بستگی دارد. لایه روی سطح فولاد شامل بیشترین اکسیژن است و 0.5٪ تا 2٪ ضخامت رسوب را تشکیل می‌دهد. لایه مجاور سطح فلز بیشترین میزان عنصر آهن را دارد و حدود 85 درصد ضخامت رسوب را تشکیل می‌دهد و لایه میانی رسوب حدود 13 تا 14.5 درصد ضخامت رسوب را تشکیل می‌دهد. اگر رسوب یک پوشش یکنواخت خوب به فولاد باشد، می تواند یک مانع محافظ ایده آل ایجاد کند ولی در اکثر مواقع، این متأسفانه رسوب یکنواخت نیست. رسوب نسبت به فولاد زیرین واکنش پذیری کمتری دارد (نجیب تر) است و با رفتار دو فلز غیرمشابه در تماس سازگار است و باعث حفاظت فلز می‌شود . در عین حال فولاد زیرزین واکنش پذیری بالایی دارد و به راحتی اکسید می‌شود. هنگامی که فولاد قرار است فرآوری شود، رسوب آزاردهنده است. قبل از اینکه فولاد سرد کار شود نیاز به تمیز کردن دارد. علاوه بر این، هر پوششی که روی فولاد اعمال شود، هدر می‌رود، زیرا با ورود هوای مملو از رطوبت به زیر آن، با رسوب جدا می‌شود. برای ایجاد سطحی یکنواخت و تمیز از فولاد زیرلایه برای هر گونه کار بیشتر یا اعمال هر گونه پوشش روی فولاد، حذف تمام رسوب ضروری است.برداشتن رسوب با دست عملاً غیر ممکن است. استفاده از روش‌های تمیز کردن ابزار برقی بسیار پرهزینه و زمان‌بر است. هیچ یک از این دو روش، سطح فلز پایه خوبی برای شروع 
فرایندهای بعدی را فراهم نمی آورد.
انواع مختلفی از فرآیندهای رسوب زدایی برای حذف رسوب از سطح فولادهای نورد گرم استفاده می‌شود. این فرآیندهای رسوب زدایی معمولا به چهار دسته طبقه بندی می شوند. اینها عبارتند از:

### 1- فرآیندهای رسوب زدایی مکانیکی[۴]
رسوب‌زدایی‌ مکانیکی معمولاً با فرایند خمش معکوس انجام می‌شود. این فرآیند معمولاً برای حذف رسوب از میله‌های فولادی در صنعت کشش میله‌های فولادی استفاده می‌شود.
فرآیند تغییر شکل خمشی معکوس بر این اصل استوار است که میله فولادی شکل پذیر است و لایه رسوبی شکننده است. هنگامی که میله تغییر شکل می‌دهد، فولاد خم می‌شود، اما رسوب شکسته می‌شود و از سطح میله آزاد می‌شود و می‌افتد. شرط این رویداد این است که ضخامت رسوب از حدی بیشتر باشد و همچنین تغییر شکل کافی برای ورود به ناحیه پلاستیک وجود داشته باشد تا رسوب به صورت ترد بشکند. در این فرایند باد همواره در نظر داشت تا میزان این تغییر شکل به حدی نرسد که فلز پایه وارد ناحیه پلاستیک بشود. یکی از عوامل مهم موثر بر فرآیند رسوب زدایی، میزان تغییر شکل کل میله فولادی است. به طور کلی مقدار بهینه تغییر شکل میله لازم برای شکستن کامل رسوب از 8٪ تا 10٪ است. کمتر از 8٪ می تواند منجر به شکستن ناقص رسوب، باقی ماندن لکه هایی از رسوب چسبنده شود، و بیش از 10٪ معمولاً باعث شکستن اضافی دررسوب می‌شود و در عین حال، مقدار نامطلوب کارسختی فولاد را افزایش خواهد داد. یک اثر نامطلوب اضافی تغییر شکل سنگین (بیشتر از 10٪) افزایش کشش پشتی روی خط میله است که می تواند میله فولادی را کشیده و به سمت پایین بکشد و بر برنامه ریزی میله تاثیر بگذارد و نیاز به قدرت بیشتری از بلوک اول برای کشیدن میله از طریق میله داشته باشد. در حال حاضر با توجه به هزینه های بسیاز این روش، دیگر استفاده از آن مرسوم نیست.

### 2- فرآیند رسوب زدایی هیدرولیکی[۵]
در فرآیندهای رسوب‌زدایی هیدرومکانیکی، جت‌ها توسط نازل‌های رسوب‌زدایی ویژه تشکیل می‌شوند که بر روی هدرهای اسپری در یک جعبه رسوب‌زدا (یا رسوب‌زدای آسیاب) قرار می‌گیرند که از طریق آن محصول (دال، نوار، بیلت، بلوم، پتوی تیر و غیره) قرار می‌گیرد. محدوده فشار کاری این جت های آب از 80 تا 450 بار می باشد. از آنجایی که پیوند رابط بین رسوب و سطح فولاد می تواند بسیار متفاوت باشد، تنظیم نازل رسوب زدایی مناسب برای دستیابی به بهترین نتایج رسوب زدایی از اهمیت زیادی برخوردار است. راه اندازی یک سیستم رسوب زدایی شامل پارامترهای نازل و آرایش نازل است. هر دو تأثیر عمده ای بر عوامل رسوب زدایی دارند، از این رو عملکرد رسوب زدایی. تاثیری که آب رسوب‌زدا به سطح برخورد می‌کند، معیار اصلی برای اندازه‌گیری راندمان نازل رسوب‌زدایی است که بر حسب N/mm2 داده شده است.

## استانداردهای مرتبط
- ASTM Standard B600, 2011, "Standard Guide for Descaling and Cleaning Titanium and Titanium Alloy Surfaces" ASTM International, West Conshohocken, PA, 2011, doi:10.1520/B0600-11
- ASTM Standard B614, 2010, "Standard Practice for Descaling and Cleaning Zirconium and Zirconium Alloy Surfaces" ASTM International, West Conshohocken, PA, 2010, doi:10.1520/B0614-10
- ASTM Standard A380, 2006, "Standard Practice for Cleaning, Descaling, and Passivation of Stainless Steel Parts, Equipment, and Systems" ASTM International, West Conshohocken, PA, 2006, doi:10.1520/A0380-06
- ASTM Standard F1330, 1991 (2012), "Standard Guide for Metallic Abrasive Blasting to Descale the Interior of Pipe" ASTM International, West Conshohocken, PA, 2012, doi:10.1520/F1330-91R12